# Urothoe poseidonis
Urothoe poseidonis är en kräftdjursart som beskrevs av Reibisch 1905. Urothoe poseidonis ingår i släktet Urothoe och familjen Urothoidae. Arten är reproducerande i Sverige. Inga underarter finns listade i Catalogue of Life.